# Wyndham's Theatre
Il Wyndham's Theatre è un teatro sito nella città di Westminster del West End di Londra. Il teatro, uno dei sei progettati da W.G.R. Sprague, ha aperto al pubblico nel 1898 e nel 1960 è stato dichiarato monumento classificato di secondo grado.

## Storia
Il teatro fu realizzato per volere dell'attore e impresario Charles Wyndham, che lo aprì al pubblico il 17 novembre 1899 in presenza del Principe di Galles. Il successo del teatro fu in parte legato alla lunga associazione con Gerald du Maurier, attore e manager teatrale al Wyndham's dal 1910 al 1925; la figlia Daphne spesso assisteva alle rappresentazioni del padre dalle quinte e nel 1945 la sua pièce The Years Between debuttò proprio al Wyndham's. Nel 1923 il teatro vide l'esordio di Tallulah Bankhead sulle scene londinesi. Il 1953 fu segnato dal debutto come drammaturgo di Graham Greene con il dramma The Living Room, in scena al Wyndham's con Dorothy Tutin. L'anno successivo il teatro ottenne un grande successo al botteghino con il musical The Boy Friend, che rimase in scena per oltre duemila repliche prima di raggiungere Broadway. Il teatro continuò ad allestire produzioni d'eccellenza anche durante gli anni sessanta e settanta, quando vi recitarono attori quali Vanessa Redgrave, Diana Rigg ed Alec Guinness. La prima metà degli anni settanta fu soprattutto segnata dal successo del musical di Stephen Schwartz Godspell, che rimase cartellone dal gennaio 1972 all'ottobre 1974 con David Essex, Marti Webb e Jeremy Irons.
Il 1993 vide Diana Rigg ottenere grandi plausi di critica e pubblico per la sua interpretazione in Medea, mentre nel 1994 Maggie Smith vinse l'Evening Standard Theatre Award per la sua interpretazione nel dramma Premio Pulitzer Tre donne alte. Dal 1996 al 2001 il teatro fu occupato da un acclamato e longevo allestimento della commedia di Yasmina Reza Art. Nel 2002 il Wyndham's vide il debutto londinese di Madonna con la pièce Up From Grabs, che registrò il tutto esaurito. Il teatro continuò ad attirare nomi importanti sulle sue scene, tra cui Holly Hunter in The Witches (2005) e Sienna Miller in Come vi piace (2005). Nel 2006 il Wyndham's tornò ad ospitare musical con Sunday in the Park with George di Stephen Sondheim, mentre nel dicembre dello stesso anno la commedia di Alan Bennett The History Boys vi fece il suo debutto nel West End dopo il successo ottenuto al National Theatre. Nel 2008 la Donmar Warehouse ha affittato il teatro per una stagione e, sotto la direzione artistica di Michael Grandage, il Wyndham's ha presentato allestimenti di Ivanov con Kenneth Branagh, La dodicesima notte con Derek Jacobi, Madame de Sade con Judi Dench e Rosamund Pike e Amleto con Jude Law.
Nel 2010 il teatro ospitò la produzione del Royal Court Theatre del dramma Premio Pulitzer Clybourne Park. L'anno successivo Catherine Tate e David Tennant calcarono le scene nella commedia shakespeariana Molto rumore per nulla. Sempre nel 2011 Vanessa Redgrave e James Earl Jones interpretarono A spasso con Daisy proprio al Wyndham's. Gli anni 2010 hanno visto il Wyndham's ospitare altre produzioni di m alto profilo, tra cui Skylight con Carely Mulligan e Bill Nighy (2014), King Charles III con Tim Pigott-Smith (2014) e Uno sguardo dal ponte diretto da Ivo van Hove (2015); tutte e tre le produzioni furono riproposte anche a Broadway, dove ottennero il plauso della critica e diverse candidature e vittorie ai Tony Award. A differenza di altri teatri del West End, il Wyndham's Theatre tende a mettere in scena spettacoli per delle stagioni limitate della durata di circa un trimestre, il che porta al teatro uno dei cartelloni più variegati sulla scena londinese. Il 2017, per esempio, vide sulle scene del Wyndham's un adattamento teatrale de Il cacciatore di aquiloni, il ritorno sulle scene di David Tennant con Don Juan in Soho e il debutto londinese di Audra McDonald in Lady day at Emerson's Bar and Grill, mentre l'anno precedente il teatro aveva ospitato un acclamato revival di Terra di nessuno di Pinter con Ian McKellen e Patrick Stewart. Successivamente il teatro ha ospitato il ritorno sulle scene londinesi di Jeremy Irons nel dramma Lungo viaggio verso la notte (2018), ma anche la prima del West End della pièce di Arthur Miller Il prezzo (2019) e il debutto londinese di Matthew Broderick con The Starry Messenger (2019). 
Nel gennaio 2020 il teatro ha visto la prima mondiale del dramma di Tom Stoppard Leopoldstadt, mentre da marzo a settembre il Wyndham's è rimasto chiuso a causa della pandemia di COVID-19. Dopo la riapertura dei teatri, il Wyndham's ha ospitato la prima londinese di Vita di Pi (premiato con il Laurence Olivier Award alla migliore nuova opera teatrale nel 2022) e, successivamente, il teatro ha visto alternarsi allestimenti di musical (Oklahoma! nel 2023, Next to Normal nel 2024) a opere di prosa con interpreti di alto profilo, tra cui Re Lear con Kenneth Branagh (2023) e Lungo viaggio verso la notte con Brian Cox (2024).